# Jakub Kraciuk
Jakub Sławomir Kraciuk – polski ekonomista, doktor habilitowany nauk ekonomicznych.

## Życiorys
W 1986 r. ukończył studia ekonomiki rolnictwa w Szkole Głównej Gospodarstwa Wiejskiego w Warszawie, w 1996 r. obronił pracę doktorską pt. Produktywność czynników wytwórczych w rolnictwie Schleswigu-Holsteinu, której promotorem był prof. Jan Górecki, w 2011 r. habilitował się na podstawie pracy zatytułowanej Rola fuzji i przejęć w procesach koncentracji w polskim przemyśle spożywczym.
Został pracownikiem naukowym w Wyższej Szkole Biznesu i Zarządzania w Ciechanowie, w Szkole Głównej Gospodarstwa Wiejskiego w Warszawie, w Wyższej Szkole Nauk Społecznych i Technicznych w Radomiu, oraz w Uczelni Medycznej im. Marii Skłodowskiej-Curie w Warszawie.